# Один день из жизни
«Один день из жизни» (англ. A Day In The Life) — американский музыкальный фильм режиссёра Стики Фингаза, выпущенный 7 июля 2009 года компаниями Major Independents и Lions Gate Films. Фильм рассказывает об одном дне из жизни Стики, главаря банды, который пытается уйти от преступной жизни. Один день из жизни не содержит разговорного диалога, вместо этого актёры рифмуют все свои роли поверх хип-хоп-музыки.
Главную роль в фильме сыграл Стики Фингаз. Он же написал сценарий и выступил в роли продюсера и композитора фильма. В фильме также снялись Букем Вудбайн, Майкл Рапапорт, Омар Эппс, Мекай Файфер и рэперы Фредро Старр, Kurupt и Трич из группы Naughty By Nature.

## Сюжет
Стики Фингаз играет главную роль в рэп-мюзикле о гангстере, который оказывается втянут в кровавую войну между двумя преступными семьями. Когда семья Блэка нападает на наркопритон и убивает его людей, Стик вынужден выбирать между отступлением и местью, которая может вовлечь его в замкнутый круг насилия.

## Концепция
Фильм сделан в жанре хип-хопера и был снят в Лос-Анджелесе в 2003 году, именно тогда в интервью для портала MVRemix Стики Фингаз впервые упомянул об этом фильме в прессе.
«… Мой следующий альбом называется „A Day In The Life Of Sticky Fingaz“. Всё почти также, как и на альбоме „Black Trash“. Есть одна история, которая всё соединяет, но каждая песня имеет свой смысл и стоит особняком сама по себе. Всё происходит в течение одного дня. Это даже не альбом. Это DVD. Ты сможешь слушать или смотреть его, или и то и другое одновременно. Это как Бродвейская пьеса в стиле хип-хоп! Это будет новая эпоха в музыке.»

В 2007 году в интервью для The A-List Magazine режиссёр образно описал сюжет фильма как историю, в которой «Крёстный отец встречает Ромео и Джульетту». В том же году в интервью, основанном на вопросах фанатов с форума сайта группы Onyx, Стики Фингаз назвал свой фильм «Шекспировской рэп-оперой».
«… Я собираюсь резко изменить игру. У меня есть фильм, в котором я режиссёр и я играю главную роль, он называется „A Day In The Life“. Это как Шекспировская рэп-опера, я до сих пор не знаю, какой жанр присвоить ему. Я буду первым человеком, который будет показывать свой альбом в кинотеатрах. Теперь вся музыка будет визуальной. Вы знаете, как кино оказывает меньше влияния без вставленной музыки? Это противоположно. Музыка является менее эффективной без зрительного ряда. Я собираюсь изменить эту ситуацию.»
В 2008 году в интервью для портала RapReviews Стики Фингаз упомянул о новом фильме, как о фильме, который построен на рэпе: «„A Day In The Life“ — в основном это „Black Trash“, альбом Кирка Джонса, но только на стероидах. Весь фильм построен на рэпе. Нет никаких постоянных частей в фильме вообще, все диалоги построены на рэпе.»

## Выход на экраны
Премьера фильма состоялась 2 июля 2009 года в Западном Голливуде в Калифорнии. На DVD фильм вышел спустя 5 дней, 7 июля 2009 года. В России фильм был выпущен на DVD компанией «Мистерия Звука» 31 марта 2011 года. Российское издание сопровождалось русскими субтитрами.
В 2015 году Стики Фингаз выпустил фильм How To Make A Major Independent Movie, в котором он рассказал о том, как создавался фильм Один день из жизни:"Когда я начинал снимать фильм «A Day In The Life», я хотел сначала сделать этот фильм, а затем описать процесс, через который я прошёл". Так появился документальный фильм «How To Make A Major Independent Movie», который содержит в себе закулисные советы и уловки для начинающих режиссёров, наряду с советами от знаменитых партнёров по фильму и советы от многих других."

## В ролях
| Актёр                   | Персонаж       |
| ----------------------- | -------------- |
| Стики Фингаз            | Стики          |
| Фредро Старр            | Файя           |
| Букем Вудбайн           | Бэм Бэм        |
| Мекай Файфер            | Кинг Кай       |
| Майкл Рапапорт          | Детектив Грант |
| Тайрин Тёрнер           | Детектив Лу    |
| Омар Эппс               | О              |
| Фэйзон Лав              | Блэк Айк Смит  |
| Дрена Де Ниро           | Пи             |
| Kurupt                  | Убийца         |
| Мелинда Сантьяго        | Хэвен          |
| Майкл Кеннет Уильямс    | Киллер Майк    |
| Омар «Айсмен» Шариф     | Оз             |
| Энтони «Трич» Крисс     | Оружейник      |
| Шелтон «Эсс Ман» Риверз | Барри Грей     |
| Стив Лобел              | Хоук           |
| Брюс Сандлин            | Некс           |
| Кларенс Уильямс III     | Сэм            |

## Саундтрек
Саундтрек к фильму был выпущен на лейблах Major Independents и Tommy Boy Records сначала на цифровых площадках 14 июля 2009 года, а затем и на физических носителях 18 августа 2009 года. Музыку к фильму написал композитор Шелтон «Эсс Ман» Риверз и Кирк «Стики Фингаз» Джонс. Самый первый трек, «Prologue», и 4 бонус-трека были спродюсированы Десмонд «ДСП» Пауэлл.
CD 1
| №   | Название                    | Исполнители | Длительность |
| --- | --------------------------- | --- | ------------ |
| 1.  | «Prologue»                  | Ben Patrick, K.C. «Mezmo» Collins, Erik Palladino, Nadine Velazquez, Melinda Santiago, Drena De Niro, Bokeem Woodbine, Sticky Fingaz, Tony Curran, Faizon Love, Omar Epps, Michael K. Williams, Fredro Starr, Troy Garity, Michael Rapaport, Tyrin Turner, Mekhi Phifer, Clarence Williams III & Ryan Toby | 2:49         |
| 2.  | «Home Invasion #1»          | Page Kennedy, Alvin Holland, K.C. «Mezmo» Collins, Steve Lobel, Veronica Gray & Ian «Blaze» Kelly | 2:23         |
| 3.  | «The Beach»                 | Sticky Fingaz, Melinda Santiago & Keith Robinson | 2:26         |
| 4.  | «The Pick Up»               | Raymond «Detroit Diamonds» Wells & Sticky Fingaz | 1:35         |
| 5.  | «Can You Hear Me»           | Sticky Fingaz, Fredro Starr, Raymond «Detroit Diamonds» Wells & Lamont Bentley | 3:07         |
| 6.  | «Mexican Standoff»          | Sticky Fingaz, Michael K. Williams, Fredro Starr & James «730 Da Boss» Smith | 2:54         |
| 7.  | «The Car Chase»             | Sticky Fingaz, Michael K. Williams, Ray J & Shorty Mack | 2:08         |
| 8.  | «The Setup #1»              | Malik Barnhardt, Faizon Love, K.C. «Mezmo» Collins & Malinda Williams | 3:09         |
| 9.  | «Snitches»                  | Tyrin Turner, Michael Rapaport, Darren «Akten Up» Miller & Sticky Fingaz | 2:57         |
| 10. | «The Setup #2»              | Sticky Fingaz, Melinda Santiago, Malik Barnhardt, K.C. «Mezmo» Collins, Tony Hussle & Fredro Starr | 1:19         |
| 11. | «Phya Is Shot»              | Sticky Fingaz, Truth Hurts, Raymond «Detroit Diamonds» Wells & Tony Curran | 1:56         |
| 12. | «Prego»                     | Melinda Santiago, Sticky Fingaz & Chocolatt | 2:29         |
| 13. | «I Need Some Advice»        | Josh Levien, Omar Epps & Sticky Fingaz | 3:18         |
| 14. | «The Gun Dealer»            | Treach, Sticky Fingaz & Omar «Iceman» Lindsey | 2:48         |
| 15. | «Streets Ain’t Got No Love» | Gill Gayle, Erik Palladino, Nadine Velazquez, Jon Schnepp, Pat Alphonse, Chris Fleming & Sticky Fingaz | 2:20         |
| 16. | «Gun Loader»                | Bruce «X1» Sandlin, Omar «Iceman» Lindsey & Sticky Fingaz | 1:09         |
| 17. | «Home Invasion #2»          | Sticky Fingaz, Kurupt, James «730 Da Boss» Smith, Vilma Santiago, Toni Hunter & Lil' Zane | 2:32         |
| 18. | «Body Bags»                 | Tyrin Turner, Troy Garity, Michael Rapaport, Shelton «Essman» Rivers, Tash & Faizon Love | 2:09         |
| 19. | «The Hit Man»               | Faizon Love, Mekhi Phifer & Radha Nilia | 1:45         |
| 20. | «Drop A Jewel On Me»        | Clarence Williams III, Sticky Fingaz, Marcus Smith III & Gromyko Collins | 3:28         |

CD 2
| №   | Название                             | Исполнители | Длительность |
| --- | ------------------------------------ | --- | ------------ |
| 1.  | «Ain’t Scared Of No Police»          | Michael Rapaport, Tyrin Turner & Sticky Fingaz                                                                                                  | 2:18         |
| 2.  | «Gotta Die»                          | Sticky Fingaz, Michael K. Williams, Mario Jones & Bokeem Woodbine                                                                               | 2:43         |
| 3.  | «Brother To Brother»                 | Bokeem Woodbine & Sticky Fingaz | 2:45         |
| 4.  | «The Preacher»                       | Sticky Fingaz & Malik Whitfield | 2:39         |
| 5.  | «Getting' Outta The Game»            | Sticky Fingaz, Peter «Pistol Pete» Torres & Drena De Niro                                                                                       | 2:31         |
| 6.  | «Don’t Owe Me Nothin'»               | Omar Epps & Sticky Fingaz | 2:22         |
| 7.  | «The Assassination»                  | Hassan Johnson, Vivian Smallwood, Nancye Ferguson, Fredro Starr & Bokeem Woodbine                                                               | 2:13         |
| 8.  | «Not To Kill Black»                  | Melinda Santiago & Sticky Fingaz | 2:06         |
| 9.  | «Can’t Live Forever»                 | Bokeem Woodbine, Fredro Starr, James «730 Da Boss» Smith & Keith Robinson                                                                       | 2:24         |
| 10. | «Love To Love You»                   | Melinda Santiago | 3:02         |
| 11. | «Police Chief»                       | Erik Palladino, Gill Gayle & Nadine Velazquez                                                                                                   | 0:43         |
| 12. | «Plot Is Gettin' Thicker»            | Faizon Love, Tash, Dontwon & Michael «Big Bear» Taliferro                                                                                       | 2:14         |
| 13. | «Cops Following Me»                  | Tyrin Turner & Michael Rapaport | 0:52         |
| 14. | «The Airport»                        | Tash, Kenneth «Mustafa» Robertson, Faizon Love, Sticky Fingaz, Melinda Santiago, Bokeem Woodbine, Fredro Starr, Tyrin Turner & Michael Rapaport | 3:16         |
| 15. | «I’m Dead»                           | Sticky Fingaz & Melinda Santiago | 2:42         |
| 16. | «Love Is A Gun (Bonus Track)»        | Onyx, Mezmo | 4:35         |
| 17. | «Debo The Game (Bonus Track)»        | Sticky Fingaz | 3:56         |
| 18. | «Blinded By The Light (Bonus Track)» | Onyx, Optimus | 4:48         |
| 19. | «Onyxdomain.com (Bonus Track)»       | Onyx | 3:45         |
| 20. | «No Swagger (iTunes Bonus Track)»    | Sticky Fingaz | 3:42         |

## Отзывы критиков
Фильм снискал положительные отзывы критиков. Эрин Беррис из JustPressPlay написала свою рецензию: «…Фильм насыщен бесконечным множеством динамичной камеры и ослепительных оружий и драгоценностей. Весь фильм был приукрашенным музыкальным клипом и предлогом показать дам в горячих ваннах и беспорядочные огнестрельные раны. Неудивительно, что у него не было театрального релиза.»
Барт Риетвинк из Cine Magazine тоже высказался по этому поводу: «…Женщины как объект похоти, гангстеры, стрелялки, и погони в изобилии в „Одном дне из жизни“, но всё это мало будоражит, когда реплика актёров достигает зрителя в виде рифмы и сопровождается приятной музыкой.»
Тайлер Фостер из DVDTalk дал свою оценку фильму: «…И всё же „Один день из жизни“ — очень интересный и чрезвычайно доступный фильм, потому что он простой, интересный и отличный.»
Кристофер Армстед из FilmCriticsUnited подытожил: «…Мне понравилось смотреть „Один день из жизни“, который является второй хип-хоперой, которую я видел, первым был фильм „Confessions of a Thug“. „Thug“ был, вероятно, лучшим фильмом, чем „Жизнь“, хотя у него и была четверть процента звёздного состава „Жизни“, но „Один день из жизни“ был 100 % чистым хип-хопом.»
Джефф из The Jaded Viewer дал свой окончательный прогноз: «…Посмотрите этот фильм. По крайней мере, ради новизны. Я имею в виду, что этот фильм подтвердил мою веру в современное чёрное кино. Я когда-то был потерян и смущён. Искал что-то, чтобы заполнить пустоту в моей душе, которая когда-то была наполнена рэпом и насилием в бандах. Но теперь, я могу сказать, что я исцелён. Да, я нашёл своего спасителя. И имя моего спасителя — Стики Фингаз.»